# Салми, Йорма
Йо́рма Са́лми (фин. Jorma Salmi; 6 мая 1933, Котка, Финляндия — 24 мая 2016, Сиэтл) — финский хоккеист и тренер.

## Биография
Йорма Салми родился 6 мая 1933 года в Котке, Южная Финляндия. Воспитанник хоккейного клуба «Ильвес» Тампере. В сезоне 1955/56 дебютировал в высшей финской лиге. Играл за «Ильвес» до 1960 года, завоевал три чемпионства. Трижды становился лучшим бомбардиром Финляндии и дважды лучшим ассистентом. Сезон 1960/61 играл в столичном ХИФКе. С 1961 по 1965 год играл в Швеции, во второй лиге за «Сундбюберг», а в элитной лиге — за стокгольмский АИК и гётеборгскую «Фрёлунду». Последний сезон в профессиональном хоккее провёл в хельсинкском ХИКе. Всего в финской лиге сыграл 100 матчей, забросил 98 шайб и отдал 66 голевых передач.
За финскую национальную команду выступал на чемпионатах мира 1957, 1958 и 1959 года. Сыграл 4 матча на зимних Олимпийских играх в Скво-Вэлли.
В 1966 возглавил столичный клуб «Туулун Веса». В 1967 году из-за финансовых проблем клуб был расформирован, а на его базе был создан другой клуб — «Йокерит». Сальми возглавлял новую команду 1 сезон.
В 1968 году переехал в Соединённые Штаты Америки. Работал в сфере торговли и финансов. В 2003 году был включён в Зал Славы хоккея Финляндии.
Умер в Сиэтле 24 мая 2016 года в возрасте 83 лет.